# قرینه (ادبی)
وقتی شاعر یا نویسنده‌ای واژه یا عبارتی را در نوشتهٔ خود در معنایی به غیر از معنای اصلی آن واژه یا عبارت به کار می‌برد (مثلاً در استعاره یا مجاز)، برای آنکه خواننده مقصود او را در یابد یعنی متوجه معنای ثانوی مد نظر شاعر شود، سرنخی به مخاطب ارائه می‌کند که به این سرنخ، در علم بیان، قرینه گفته می‌شود. به عبارت دیگر قرینه چیزی است که خواننده با تمسّک به آن به معنای غیر ما وُضِعَ له یک واژه یا عبارت، موجود در یک نوشته پی می‌برد. به عنوان مثال در بیت زیر از ملک شعرا بهار
| چو پر بگسترد عقاب آهنین |  | شکار اوست شهر و روستای او |

منظور شاعر از عقاب هواپیماست(استعاره) ولی از آنجایی که عقاب در معنایی غیر از معنای اصلی آن که نوعی پرندهٔ شکاری است استفاده شده‌است، شاعر «عقاب» را متّصف به صفت «آهنین» کرده‌است تا واژهٔ «آهنین» که در اینجا کارکرد قرینه را دارد، به تبادر معنایی که شاعر از واژهٔ عقاب در ذهن دارد، به مخاطب کمک کند.

## انواع قرینه
قرینه بر دونوع لفظی و معنوی است.

### قرینه لفظی
قرینهٔ لفظی یا مقالی، لفظی است که بر این دلالت می‌کند که واژه یا عبارتی در معنای اصلی خود به کار نرفته‌است، به عنوان مثال واژهٔ «آهنین» در بیت یادشده از ملک الشعرا بهار که بر این امر دلالت دارد که واژهٔ «عقاب» در معنای اصلی خود در بیت مذکور به کار نرفته‌است.

### قرینه معنوی
قرینهٔ معنوی یا حالی، فحوا و جان کلام است که به حکم عقل خواننده را به معنای ثانوی (معنای مد نظر شاعر) رهنمون می‌سازد. به عنوان مثال وقتی شخصی کار احمقانه‌ای می‌کند و دوستش او را «الاغ» خطاب می‌کند، در اینجا وجه شبهِ «مشبه» و «مشبهٌ به» یعنی شخص و الاغ، حماقت آن‌هاست، که قرینهٔ معنوی محسوب می‌شود.
در ادبیات، از عبارات پس و پیش جمله‌ای که حاوی واژه یا عبارتی است که در معنای اصلی خود به کار برده نشده، می‌توان قرینهٔ معنوی را دریافت. به عنوان مثال در یک شعر عرفانی از فحوای کلام متوجه می‌شویم که «می» در معنای اصلی خود به کار برده نشده‌است.